# Квинт Хедий Руф Лолиан Гентиан
Квинт Хедий Руф Лолиан Гентиан (на латински: Quintus Hedius Rufus Lollianus Gentianus) e политик и сенатор на Римската империя през 2 век.
Произлиза вероятно от Поленция в Лигурия. Син е на Луций Хедий Руф Лолиан Авит (консул 144 г.) и внук на Луций Хедий Руф Лолиан Авит (суфектконсул 114 г.).
Той е суфектконсул през 186 г. Баща е на Квинт Хедий Лолиан Плавций Авит (консул 209 г.), на Теренция Флавула (весталка на Веста) и на Хедий Лолиан Теренций Гентиан (консул 211 г.).